# Daniel Accoto Martins

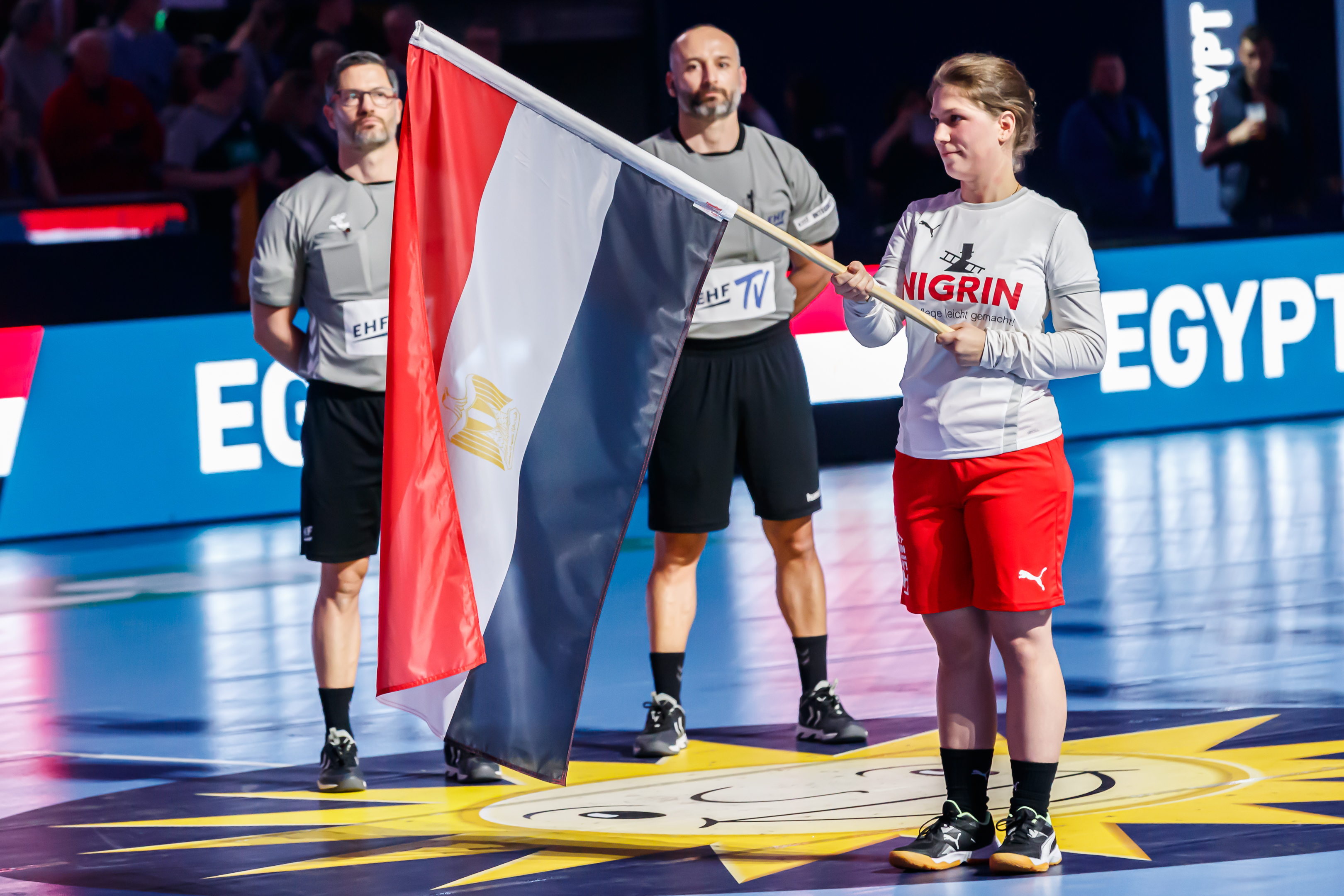
Daniel und Roberto Accoto Martins beim Länderspiel Deutschland-Ägypten am 5. November 2023

Daniel Accoto Martins (* 5. März 1981) ist ein portugiesischer Handballschiedsrichter.
Gemeinsam mit seinem Bruder Roberto bildet Accoto Martins ein Schiedsrichtergespann. Zusammen waren sie bei der Europameisterschaft 2024 in Deutschland erstmals bei einem EM-Turnier im Einsatz und leiteten bei diesem zwei Spiele.